# Lasioglossum gressitti
Lasioglossum gressitti är en biart som först beskrevs av Gregory B. Pauly 1986.  Lasioglossum gressitti ingår i släktet smalbin, och familjen vägbin. Inga underarter finns listade i Catalogue of Life.